# Pteromicra perissa
Pteromicra perissa är en tvåvingeart som beskrevs av Steyskal 1958. Pteromicra perissa ingår i släktet Pteromicra och familjen kärrflugor. Inga underarter finns listade i Catalogue of Life.